# Тиманівка (Шосткинський район)
Ти́манівка — село в Україні, в Шосткинській міській громаді Шосткинського району Сумської області. Населення становить 400 осіб. Колишній орган місцевого самоврядування — Тиманівська сільська рада. Розташоване за 30 км від райцентру.

## Географія
Село Тиманівка знаходиться за 2 км від лівого берега річки Десна, нижче за течією на відстані 7 км розташоване село Чапліївка, на протилежному березі — село Радичів (Новгород-Сіверський район). По селу протікає пересихаючий струмок з загатами. Від річки село відділяє великий лісовий масив (сосна). Річка в цьому місці звивиста, утворює лимани, стариці і заболочені озера (озера Хотень та Борова). 
Урочища біля села: Великий (Тиманівський) Бір, Малий Бір (раніше Довгий Бір), Глибокий Колодязь, Веселе, Мохи, Курені, Накот, Кордон, Дурновщина, Чаша, Кодовб'яки, Шведська Гребля, Німецький Бір, Дзвінкове, Галаганка, Ліски, Кружаки, Перша Рудка, Друга Рудка, Шведські Могили, Зарив'є, Дубова Долина.

## Символіка
На гербі зображений скандинавський хрест (прапор Швеції) поверх якого накладений меч. Вгорі розміщені дві корони а внизу два херувими. Дві корони з герба Швеції, скандинавський хрест (балка, це річка Десна, а стовп - переправа через річку) та меч ведуть нас до часів Північної війни і свідчать про переправу шведського війська поблизу села. Херувими вказують, що село засноване монахами Києво-Печерської лаври, а також особливі умовні знаки для прибічників Мазепи які з'являлися в місцевій церкві св. Покрови рокового 1708 року.

## Археологія
Вище по Десні є Дзвінкове урочище, в якому мізинський археолог Курилинко викопав у 1990-х рр. найдавнішу на берегах Десни 5-тисячолітню вулицю з 5-х чумів доби неоліту. Це є другий найстаріший хутір на Десні після Мізинської палеолітичної стоянки 20-тисячної давнини.
В яру Галаганове археолог Куриленко віднайшов уламки посуду ІІІ тисячоліття до нової ери, коли перші землероби середньодніпровської археологічної культури опановували Десну, шукали придатні для землеробства землі.

## Історія
Село було засноване в середині XVIII століття монахами Києво-Печерської лаври. Засноване не на зовсім пустому місці, бо, за переказом тиманівців, тамтешні люди ховалися під час шведської війни як від москалів, так і шведів в кодовб’янах – великих і глибоких до води ямах у лісі. Таких ям нараховується більше двадцяти, селяни кажуть, що деякі кодовб’яни обстежили у 1980-х роках московські вчені і нібито визначили метеоритне походження цих неабияких заглибин у землі. Найбільші з них, аж до ста метрів у діаметрі, знаходяться в урочищі Ями, або ж по-народному – в Кодовб'янах, що за 3 км від Тиманівки, або ж за 2 км від Куренів.
Собичани гадають, що в якихось двох ямах у Дубовій Долині (поблизу Тиманівки) Петро І улаштував порохові погреби, і возив звідти порох на Петровські редути (знаходяться біля села Собич). Це справді глухий кут лісу зараз, а тоді, у XVIII столітті,  був ще й надійною схованкою для селян, можливо, і дігтярівців. Як було записано, 1 листопада 1708 року при допиті москалями козака Прожиренка із Дігтярівки, що по приходу шведів у їх село його мешканці з жінками та дітьми перебралися в лівобережні ліси.  Здається, інакше й бути не могло, бо на вимогу царя гетьман закликав селян ховати харчі від шведів. Ось тільки сам перехід Мазепи до шведів був для селян незрозумілим, отже, цілком несподіваним. Дігтярівські козаки Прожиренко та Братухно разом з дяком Федором провідали своє село 31 жовтня («вчорашнього дня», згідно з допитом від 1.ХІ). Вони хотіли пересвідчитись чи є в Дігтярівці шведи? Там і зустріли гетьмана Мазепу, який наказав їм повертатися до села, також надав їм якісь листи. Імовірно, що це були універсали – звернення гетьмана до українського народу, що роз’яснювали причини союзу зі шведами. По-перше, цар прагнув погрозами підпорядкувати собі Україну. Він неодноразово висловлювався Мазепі щодо знищення українського війська: козаків хотів обернути в солдатів і  драгунів, а селян перегнати в Московщину, а то й далі за Волгу. Теж саме споконвіку робили московські князі, згодом царі з усіма народами на будь коли окупованих ними землях, коли винищували корінних мешканців, а їхні землі заселяли вірною собі одноплемінною Москвою. Безумовно універсали Мазепи були в додатках до допиту, надісланому Шереметьєвим царю. Правда мазепинських універсалів змусила Петра І того ж самого дня, 1 листопада, відповісти гетьману своїм указом – маніфестом до козацтва, де гарантувалося збереження їхніх усіх прав, якщо козаки не пристануть до шведів. Чи отримали дігтярівські козаки Прожиренко та Братухно маніфест на руки, переказів не збереглося, проте є деякі легенди, зокрема про Мазепину церкву св.Покрови, що стоїть на пагорбі в центрі села. На її куполі у визначений час рокового 1708 року то з’являлися, то зникали якісь особливі умовні знаки для прибічників Мазепи як у Батурині, так і в Стародубі. Інша легенда розповідає про Кудрин городок – давнє городище на горі перед селом з боку Гірок. Нібито на цьому городищі у жовтні 1708 року  безперестанно снували шведи, вдаючи, що готуються до переправи, і тим ввели в оману Петра І, який також готувався до зустрічі зі шведами – зводив якийсь редут. Обидві легенди видають місце, де могли переховуватися дігтярівці, – це урочище Озерця на собицькій переправі під піщаною кручею. Височенна круча зветься собичанами Великими Петровськими редутами, що якраз навпроти церкви і задалеко від шведських гребель.
На триверстовій мапі 1880-х рр. на окрайцях Тимонівського казенного лісу знаходилися хутори як із заходу – Полялякин, Дім Стражників, Деригин, Дім Сторожа, так і зі сходу – Бензик, Дім Стражника, Богаєвського. Хутір Дім Сторожа над озером Хатинь знаходився біля Німецького бору, де з 1819 по 1842 рр. існувала німецька колонія Нейдорф, по суті хутір ремісників: бондарів, токарів, чоботарів, ткачів, кравців.

## Населення
Згідно з переписом УРСР 1989 року чисельність наявного населення села становила 485 осіб, з яких 215 чоловіків та 270 жінок.
За переписом населення України 2001 року в селі мешкали 384 особи. 100 % населення вказало своєю рідною мовою українську мову.

## Пам'ятки
Перша «шведська гребля» йде куренівською «тропою Алларта», протореною відступаючими до Куренів великоросіянами 2 листопада 1708 року, а потім «окультуреною» насипом та кладкою  шведами. На  сьогодні  гребля  заховалася  в некошених років з 15 травах  Блистовського лугу – ділянці лівобережної заплави за Мізинським островом поблизу урочища Накот-1 (північний куренівський), наділеної за радянських часів під сінокіс колгоспу села Блистави.
Друга «шведська гребля» ледь збереглася, разом з захованим у ній золотом, яке за переказом, шведи зарили у цей вузький та миршавий, зарослий змішаним лісом невисокий насип у Вільному ярку, що на старій бортній межі Тиманівського  бору з Собицьким казенним лісом і трохи вище урочища Накот-2 (південний). Вільним зветься з причини вільного випасу худоби тимонівцями, бо перегін її на той бік ярка на Дурновщину, що лежить до Собича, заборонявся. Відносно назви Накот, то вона зустрічається й на протилежному правому березі Десни як місце, де колись була кладка з колод через болотисту заплаву річки Студінки. Зробити «мізинське мостище» могли шведи, які мусили подолати ці «деякі труднощі» зазначені Адлерфельдом.

## Сьогодення
У селі є клуб, працюють бібліотека, музей, діють фельдшерсько-акушерський пункт, відділення поштового зв'язку, магазин.

## Галерея зображень

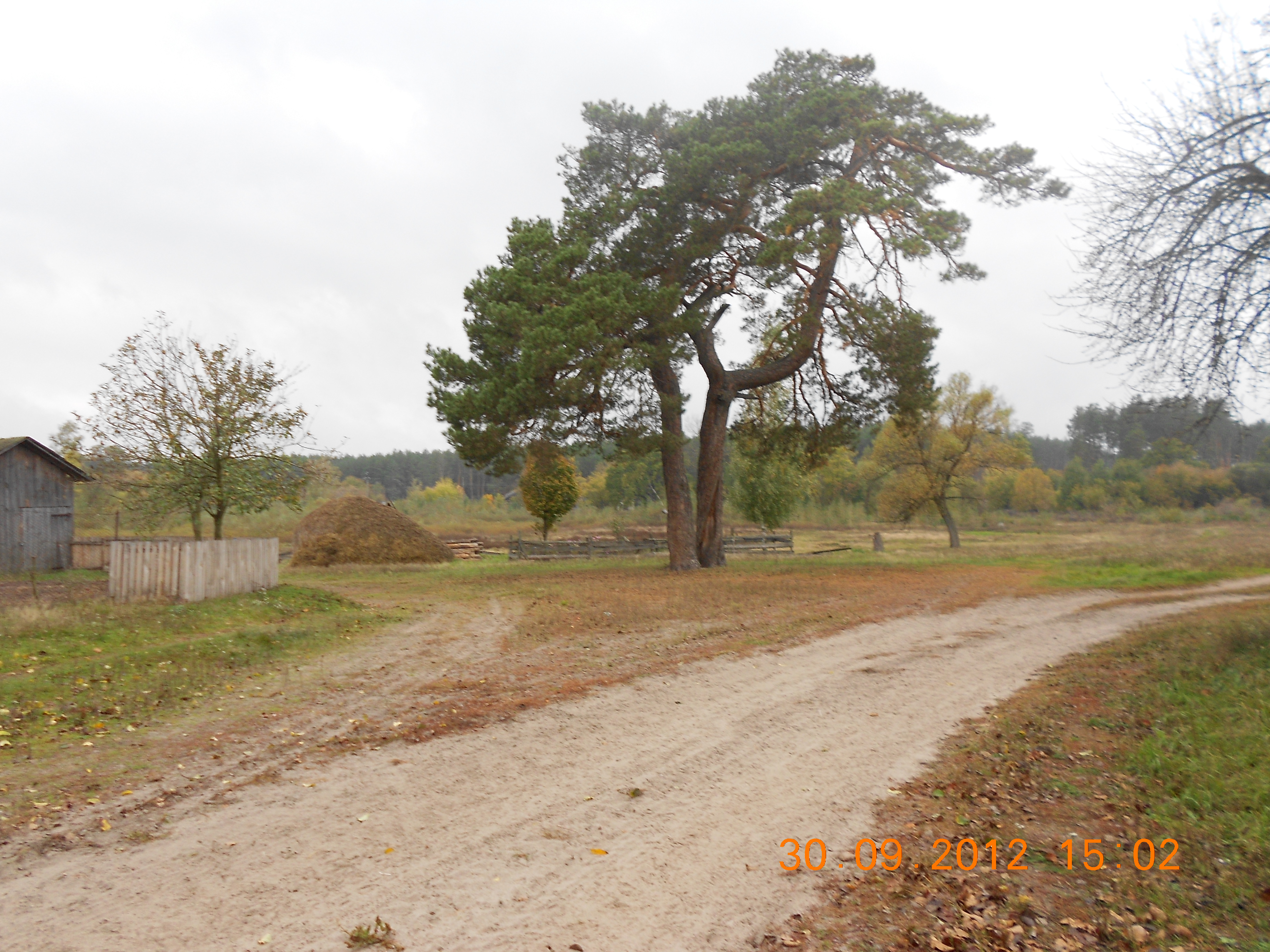
Вул.Жовтнева
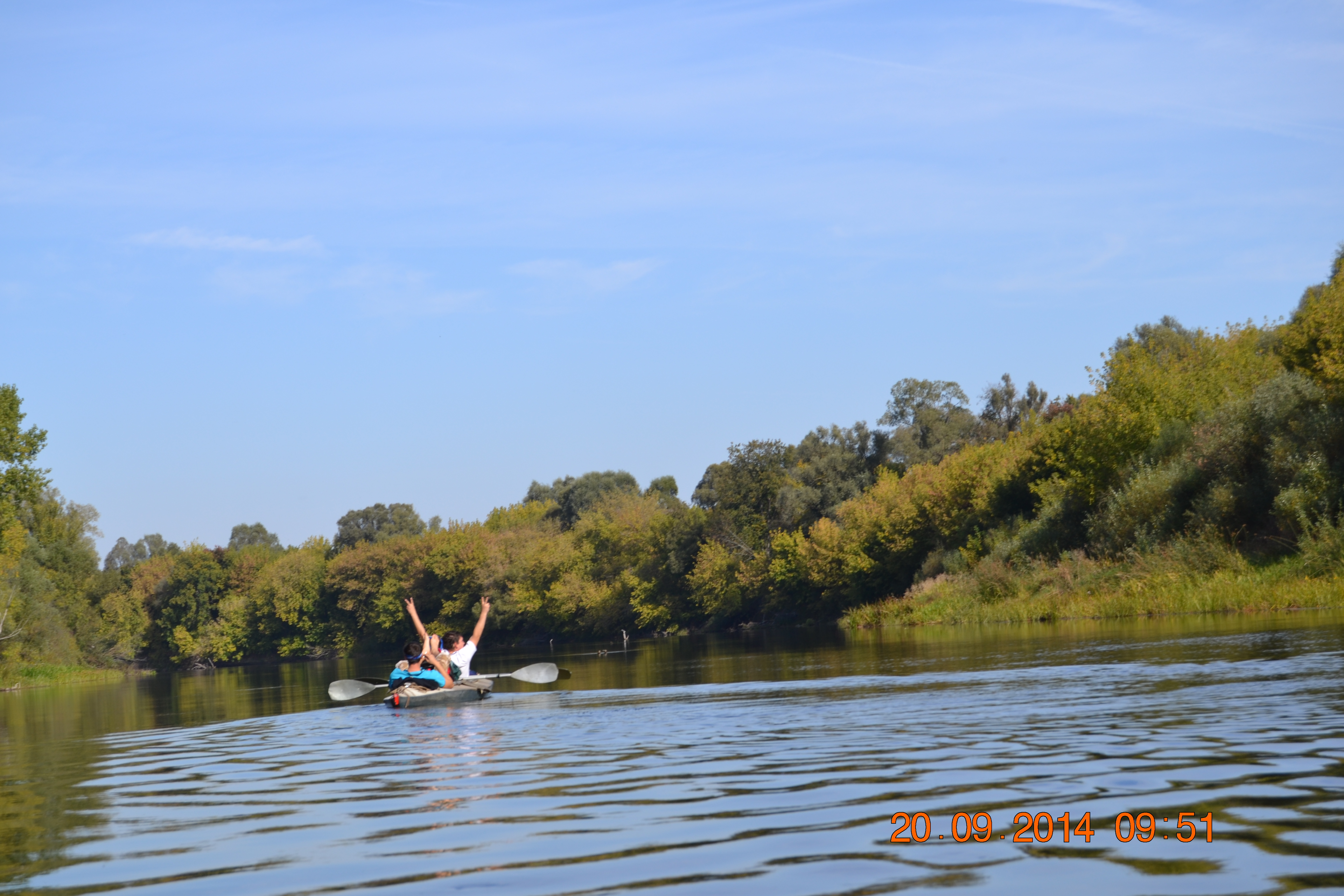
р. Десна
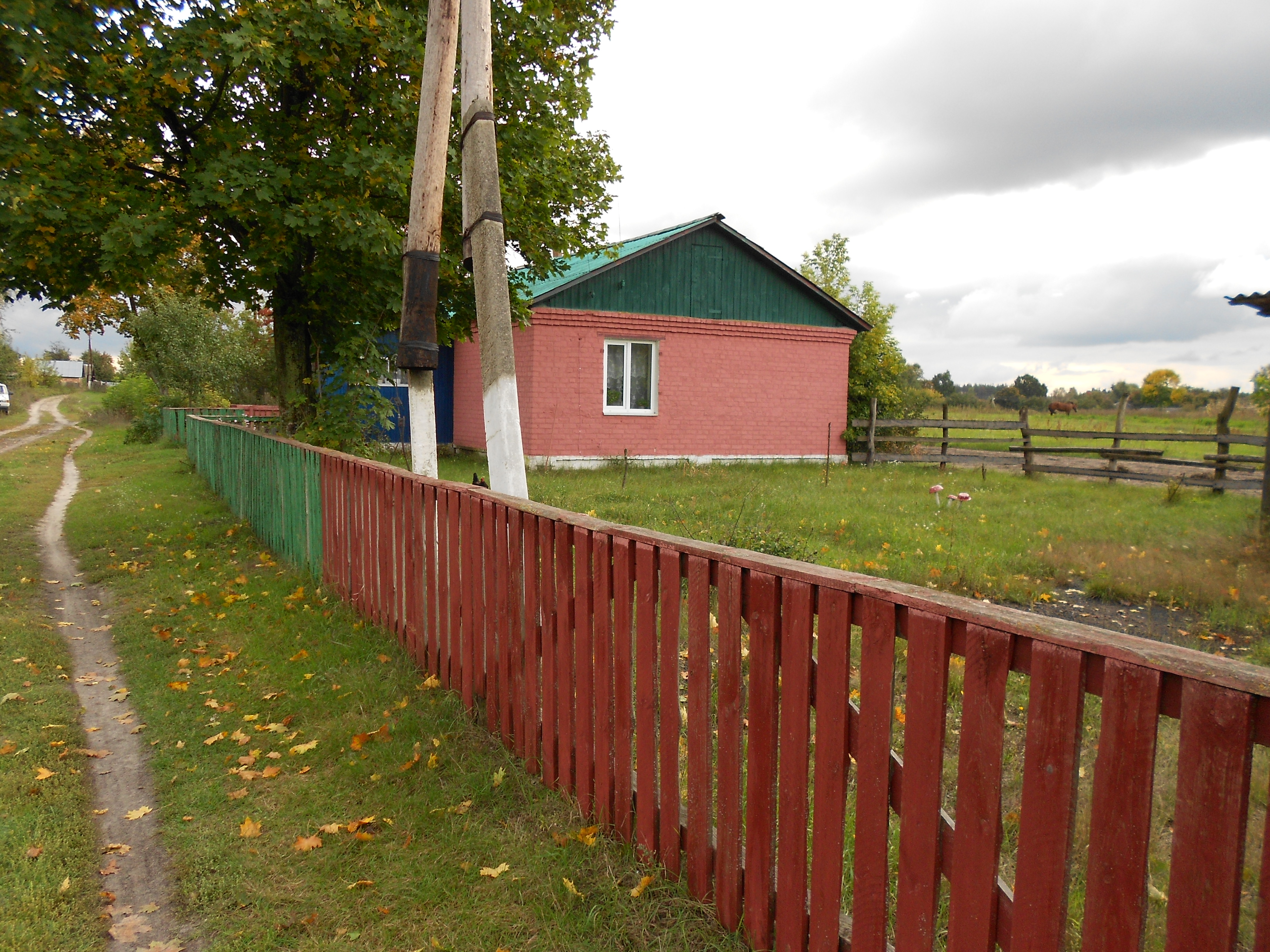
Тиманівський ФАП
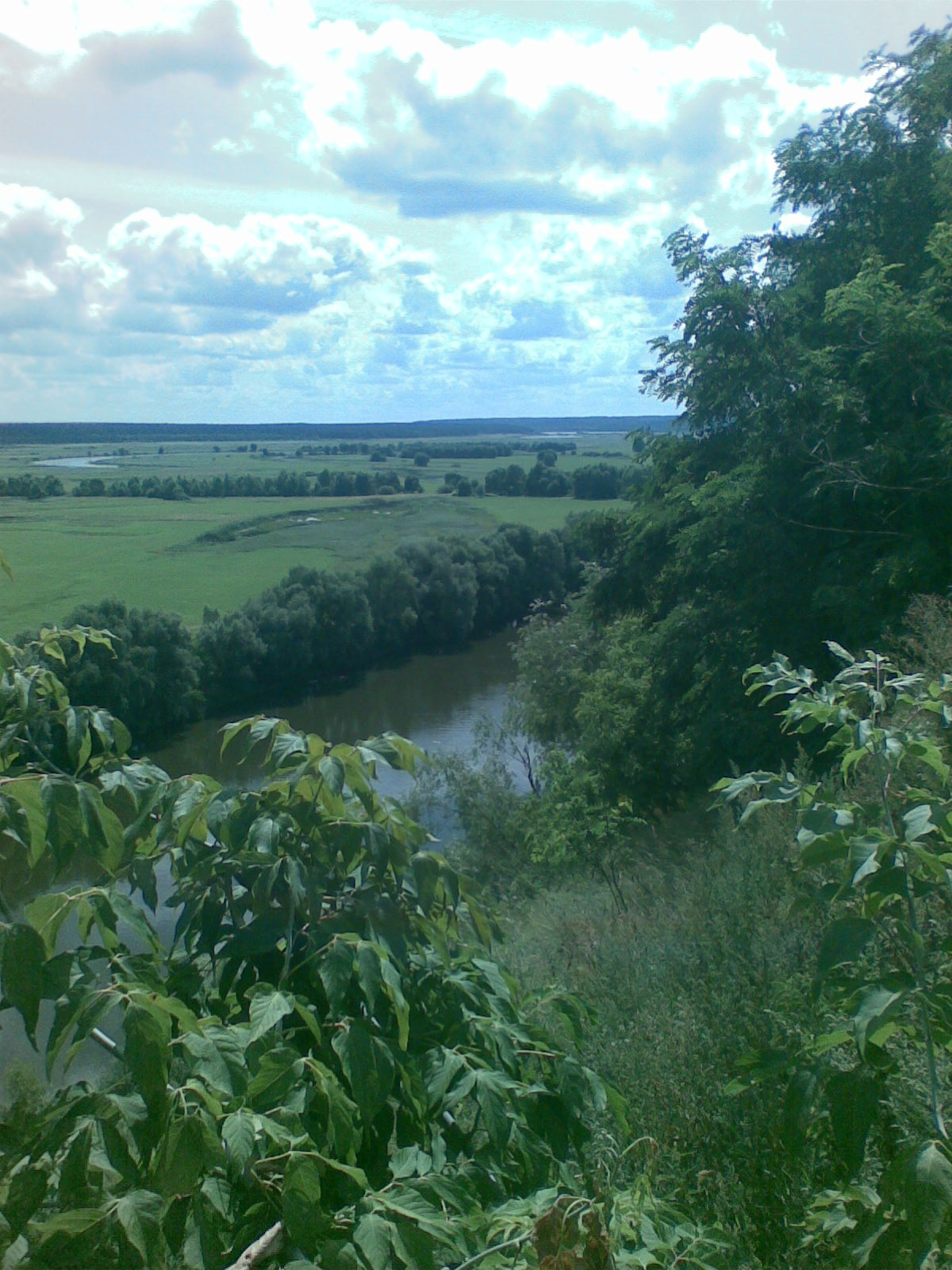
Околиці сіла
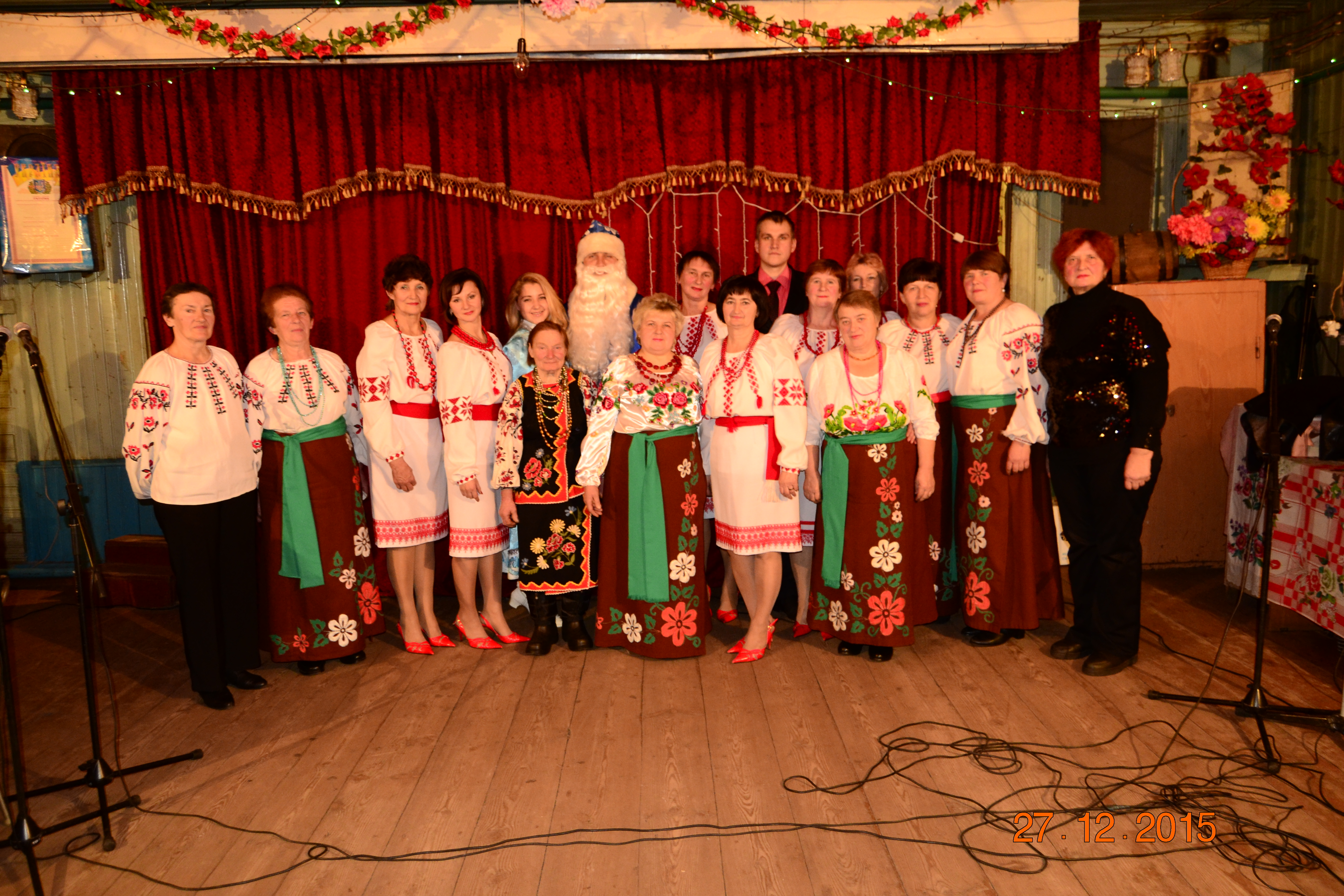
Будинок культури с.Тиманівка. На фото сільський голова Мальцев Сергій Андрійович, зав. будинком культури Терешонок Лідія Іванівна та фольклорний колектив громади с.Тиманівка та с.Бензики Шосткинського району Сумської області